# Ceratocryptus graciliventris
Ceratocryptus graciliventris là một loài tò vò trong họ Ichneumonidae.